# Коніка дев'яти точок

Коніка дев'яти точок

Коніка дев'яти точок повного чотирикутника — це конічний перетин, що проходить через три діагональні точки і шість середин сторін повного чотирикутника.
Конічний перетин дев'яти точок описав Максим Бохер 1892 року. Більш відоме коло дев'яти точок є частковим випадком коніки Бохера. Інший частковий випадок — гіпербола де'вяти точок.

## Визначення
Бохер використав чотири точки повного чотирикутника як три вершини трикутника і одну незалежну точку:
Нехай задано трикутник ABC і точку P на площині. Конічний перетин можна провести через такі дев'ять точок:
середини сторін трикутника ABC,
середини відрізків, що з'єднують P з вершинами трикутника,
точки, де прямі, що проходять через P та вершини трикутника, перетинають сторони трикутника.

## Властивості
Конічний переріз буде еліпсом, якщо P лежить всередині трикутника ABC або в одній з областей площини, відокремлених від внутрішньої області трикутника двома сторонами. В іншому випадку коніка буде гіперболою. Бохер помітив, що у випадку, коли P є ортоцентром, отримаємо коло дев'яти точок, а коли P є центром описаного кола трикутника ABC, коніка буде рівнобічною гіперболою.
1912 року Мод Мінторн показала, що коніка дев'яти точок є геометричним місцем центрів конічних перетинів, що проходять через задані чотири точки.